# Бесни
Бесни (тур. Besni) — город и район в провинции Адыяман (Турция), в 44 км к западу от города Адыяман. На западе район граничит с районом Гёльбаши, на севере — с районом Тут, на востоке — с центральным районом ила Адыяман, на юге — с илом Газиантеп. Окружен горами, садами и лесами.

## История
В античную эпоху и средние века город лежал на юге региона называемого Малая Армения. В средние века поселение полностью населяли армяне, которые называли его Бехесни (арм. Բեհեսնի). В 1156 году Стефан, брат Тороса II, отвоевал его у турецких племен и присоединил к Армянскому царству Киликии. Город был захвачен египтянами в 1293 году. В начале XIX века большинство населения всё ещё составляли армяне. В конце XIX века, после Гамидийской резни в нем проживало 1880 жителей, 400 из которых были армянами, остальные турками. Армянское население было сократилось в ходе геноцида 1915—23 годов. После провозглашения в 1923 году Турецкой республики Бесни был частью провинции Газиантеп, в 1933 году был передан в провинцию Малатья, а с 1954 года входит в провинцию Адыяман.